# Euphonia pectoralis
Euphonia pectoralis е вид птица от семейство Чинкови (Fringillidae).

## Разпространение
Видът е разпространен в Аржентина, Бразилия и Парагвай.